# Bariery parataryfowe
Bariery parataryfowe należą do narzędzi regulacji stosunków ekonomicznych z zagranicą. Wpływają one na handel z zagranicą przez podwyższenie ceny towaru importowanego. Wywołują takie same jak cła skutki ekonomiczne i powodują obniżenie się konkurencyjności towaru na rynku wewnętrznym.
Do barier parataryfowych należą:
- opłaty wyrównawcze, których funkcją jest podniesienie ceny towaru zagranicznego w celu jej zrównania z ceną na rynku wewnętrznym. Są ustalane stosownie do wahań cen zagranicznych oraz stanowią barierę, która skutecznie chroni rynek wewnętrzny przed zewnętrzną konkurencją;
- depozyty importowe, czyli sumy pieniężne wpłacana na nieoprocentowany rachunek przez importera przed dokonaniem przywozu, które są zwracane po upływie określonego czasu;
- podatki importowe (w formie kwotowej lub procentowej od wartości importu);
- ustalanie cen minimalnych i maksymalnych;
- zmiany kursu walut.